# Boy (pel·lícula de 1914)
Boy és una pel·lícula muda de 2 bobines de l'Eclair American protagonitzada per Alec B. Francis i Charles Jackson. La pel·lícula es va estrenar el 9 de setembre de 1914.

## Argument
Moran és amic de fa molt temps de la vídua Casey i té una gran apreci pel seu fill petit i per demostrar-li li regala un petit ganivet. Un dia però es produeix una disputa entre la vídua i Moran i aquesta decideix agafar el noi i marxar, esperant trobar un altre lloc per viure. La vídua no troba feina i aviat es troba en la indigència. Una nit la dona es desmaia i el fill demana ajuda a un estrany que passa pel carrer i que els acull al seu habitatge. El noi però recorda el seu ganivet i demana tornar per trobar-lo, cosa que la mare rebutja. Mentrestant, Moran beu constantment en un intent d'ofegar la seva solitud. Un nit torna a l'habitatge abandonat de la vídua per suïcidar-se. Quan està a punt de fer-ho troba la navalla del noi, i pensar en ell fa que desisteixi pel moment de suïcidar-se i torna a la taverna. Allà el descobreix el noi que ha aconseguit escapar-se. El segueix quan es dirigeix cap a un pont amb la intenció de llevar-se la vida i quan salta també ho fa el noi. En veure-ho l'home rescata el noi i quan arriben a la riba el noi l'acompanya a una barraca on es desmaia de cansament i d'excés de beguda. Un monjo que passa aconsegueix refer-lo i els acompanya a l'antic habitatge. Allà Moran decideix reformar-se i convertir-se en germà laic i el noi es fa cantant del cor de l'església. Mentrestant, la vídua, encara una pidolaire, passa pel monestir i sent la veu del seu fill que canta. El noi la reconeix i l'acompanya a casa seva però hi troba una altra dona al seu lloc. A punta de pistola la vídua la fa fora. El seu fill accepta quedar-se amb ella i ella decideix portar una vida millor. Els monjos han buscat el noi en va però un dia cau malalt i la mare es presenta al monestir a la cerca d'ajut. Moran acompanya els monjos quan van a atendre el noi. Reconeixent-lo, la vídua s'amaga. El petit mor Moran i la vídua ploren sobre ell amb les mans unides. La vídua insta Moran a portar-la amb ell però aquest li explica que s'ha fet monjo. Moran, però, fa que unes monges la cuidin. Amb el temps, la vídua es converteix en germana ella mateixa en el monestir que hi ha al costat del de Moran. A través i de les finestres enreixades Moran i la vídua es miren en pau amb el món i amb ells mateixos.

## Repartiment
- Alec B. Francis (Moran)
- Charles Jackson (el jove Casey)
- Belle Adair
- Helen Marten